# Sorex rohweri
Sorex rohweri är en näbbmus som förekommer i västra Nordamerika. Populationen infogades tidigare i Sorex cinereus och sedan 2007 godkänns den som art.
Denna näbbmus blir med svans 9,0 till 11,3 cm lång, svanslängden är 3,2 till 5,0 cm och vikten varierar mellan 2 och 5 g. Pälsens färg är lika som hos Sorex cinereus. Det som skiljer arterna från varandra är de övre framtänderna. Hos Sorex rohweri är framtändernas spets påfallande utåt riktad. De liknar tillsammans ett omvänd V i utseende.
Arten förekommer främst på Olympic-halvön i delstaten Washington i USA. Den når även angränsande regioner av USA och sydvästra Kanada. Näbbmusen vistas i låglandet och i kulliga områden upp till 700 meter över havet. Djuret kan anpassa sig till nästan alla habitat som förekommer i utbredningsområdet.
För beståndet är inga hot kända. IUCN listar Sorex rohweri som livskraftig (LC).